# Miano (Neapel)
Miano ist der 24. von den 30 Stadtteilen (Quartieri) der süditalienischen Hafenstadt Neapel. Er gehört zur nördlichen Peripherie Neapels.

## Geographie und Demographie
Miano ist 1,87 Quadratkilometer groß und hatte im Jahr 2009 25.229 Einwohner.